# Петербург 1895/96 (шахматный турнир)

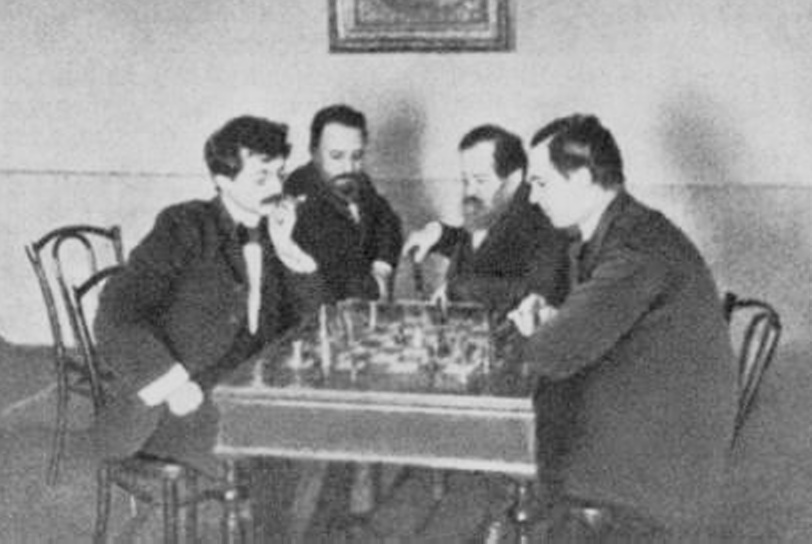
Участники турнира, слева направо: Ласкер, Чигорин, Стейниц, Пильсбери.

Петербург 1895/96 — шестикруговой матч-турнир четырёх сильнейших шахматистов мира, который проводился Петербургским шахматным собранием с 1 декабря 1895 по 16 января 1896 года. С результатом 11½ очков из 18 убедительную победу одержал действующий чемпион мира Эм. Ласкер.
Это первый в истории международный шахматный турнир, проведённый в России.

## Предыстория
Ещё до окончания турнира 1895 года в Гастингсе стало ясно, что вопрос о том, кто же является сильнейшим шахматистом мира, не только не прояснился, но стал ещё труднее. По итогам турнира, чемпион мира Ласкер занял лишь третье место, пропустив вперёд М. Чигорина и прежде мало известного Г. Пильсбери. Поэтому возникла идея провести в Петербурге матч-турнир пяти призёров гастингского турнира — Ласкера, Стейница, Пильсбери, Чигорина и Тарраша. Тарраш отказался от участия в связи с занятостью на основной работе.

## Итоги
Пильсбери и Чигорин играли очень неровно и заняли соответственно, третье и четвёртое места. Победил Ласкер, чемпионство которого после этого турнира уже никто не оспаривал. Стейниц, занявший второе место, после окончания турнира вызвал Ласкера на матч-реванш, который проходил в Москве и закончился победой Ласкера с разгромным счётом +10 −2 =5.

### Таблица результатов
|   | Участник          | 1           | 2           | 3           | 4           |  | Очки | Место |
| - | ----------------- | ----------- | ----------- | ----------- | ----------- |  | ---- | ----- |
| 1 | Эмануил Ласкер    |             | 1 1 ½ 0 1 ½ | 0 0 ½ 1 ½ ½ | 1 ½ 1 1 ½ 1 |  | 11½  | 1     |
| 2 | Вильгельм Стейниц | 0 0 ½ 1 0 ½ |             | 1 ½ ½ 1 1 1 | 0 1 1 0 0 ½ |  | 9½   | 2     |
| 3 | Гарри Пильсбери   | 1 1 ½ 0 ½ ½ | 0 ½ ½ 0 0 0 |             | 1 1 1 0 0 ½ |  | 8    | 3     |
| 4 | Михаил Чигорин    | 0 ½ 0 0 ½ 0 | 1 0 0 1 1 ½ | 0 0 0 1 1 ½ |             |  | 7    | 4     |